# كيندال مايرز
كيندال مايرز (بالإنجليزية: Kendall Myers)‏ هو دبلوماسي أمريكي، ولد في 15 أبريل 1937 في واشنطن العاصمة في الولايات المتحدة.